# 医療心理師
医療心理師（いりょうしんりし）とは、医療心理師国家資格制度推進協議会が提案する、心理職国家資格の仮称である。現在のところ創設実現には至っていないため、資格自体、および有資格者は存在しない。

## 概要
日本では、心理士、心理カウンセラー（相談員）、心理セラピスト（療法士）などの心理職には国家資格が存在しない一方、民間の心理学関連資格は多数存在する。
しかし、1998年から年間30,000人を超え続けている自殺者、昭和期や20世紀に比しての、精神疾患受療率増加、不登校児童生徒数増加、対教職員・生徒間などの暴力行為発生件数増加、そして2008年の労働契約法施行による労働者の心身両面への安全配慮義務の明文化と経営者に対する義務づけなどの国内の様々な社会情勢に加え、メンタルケア先進国である欧米諸国は元より、中国・韓国にも心理職国家資格が既に整備されている現状など、国際的観点からも制度の遅れがあることに鑑み、日本における心理職国家資格の創設必要性は度々取り沙汰されてきた。
この中で「医療心理師」は、特に医療・保健・福祉分野における心理職国家資格を旨とするものである。
心理職国家資格としてはその後、議論があり、2015年に「公認心理師法」が成立し、2019年から公認心理師が誕生している。

## 臨床心理士との対比
一方、心理職専門家として、既に社会的な認知を得ている資格に臨床心理士がある。臨床心理士側も、上述の様な経緯から心理職国家資格創設を唱えているが、いくつかの点で医療心理師側との意見の相違が認められる。ついては、下記に医療心理師側、臨床心理士側双方の主な論点をまとめ、その同異を示す。
|                    | 医療心理師側                                                      | 臨床心理士側                                                                 |
| ------------------ | ----------------------------------------------------------------- | ---------------------------------------------------------------------------- |
| 活動領域           | 医療・保健、福祉に限定的                                          | 医療・保健、福祉、 教育、司法・矯正、労働・産業など、汎用的・領域横断的      |
| 受験資格           | 大学学部卒業者                                                    | 大学院修士課程ないし専門職学位課程修了者                                     |
| 業務遂行           | 医師の指示を必要とする                                            | 専門職としての責任と裁量をもつ                                               |
| 推進団体           | 医療心理師国家資格制度推進協議会 全国保健・医療・福祉心理職能協会 | 臨床心理職国家資格推進連絡協議会 日本臨床心理士資格認定協会 日本臨床心理士会 |
| 所管省庁（現在）   | 資格創設が実現していないため無し                                  | 文部科学省                                                                   |
| 所管省庁（創設後） | 厚生労働省                                                        | 領域横断を可能とする省庁                                                     |

## 2資格1法案
医療心理師・臨床心理士の上記2資格については2005年、国会への国家資格化法案提出へ向け、両資格の国家資格化を目指す議員連盟間で協議を重ね、双方の合意の下「臨床心理士及び医療心理師法案」との名称で、両資格を一つの法案内に明記する形での法案の一本化（2資格1法案）をみた。しかしその後、両議連の合同総会で法案骨子が発表され上程が迫った矢先、医療心理師国家資格制度推進協議会の参加団体であり、それまで医療心理師を推進していた「日本精神神経科診療所協会」「日本精神科病院協会」「日本精神神経学会」「日本医師会」から急遽反対声明が出された。中でも「日本精神神経科診療所協会」は、参加する医療心理師国家資格制度推進協議会に対し公開質問状を提出した。
声明および公開質問状の文面には『私どもやその他多くの精神科医師の関与する関係医療団体との意見交換は全くなく、寝耳に水の状態』『明らかにされた法案の骨子について、事前に何のご連絡もいただけなかったことを大変残念に思っております』と綴られており、医療心理師推進側の調整不備が、土壇場での反対に至った要因であることが示唆されている。また、これより約1年後の2006年10月には、上述の「日本精神神経科診療所協会」「日本精神科病院協会」「日本精神神経学会」ら7団体からなる精神科七者懇談会が、改めて反対声明を出すなど事態の混迷振りが露となり、心理職国家資格創設の道に影を落とした。

## 三団体会談・公認心理師誕生
長らく難航してきた心理職国家資格創設について2008年、再び動きがあった。日本における心理学系学会の連合体である「日本心理学諸学会連合」が、心理職国家資格創設の早期実現のため心理学界の意見を集約し、協調案の立案に至ることを目的として、医療系・心理系各団体との折衝および国会議員等への働きかけに向けて動き出すことを理事会で決議した。
これにより、医療心理師国家資格制度推進協議会と臨床心理職国家資格推進連絡協議会との間を取り持つ形で「日本心理学諸学会連合」が協議の席につき、三団体会談が開催される運びとなった。以降、継続的に開催されている三団体会談の中では、2005年時の2資格1法案を起点としながらも、名称や養成カリキュラム、そして医師との関係について統合された1資格1法案の実現に向けて舵を切り始めており、協議が重ねられていた。
2019年、三団体会談において、「2資格1法案」の実現を図ることは困難であるため、新しい方向性「1資格1法案」を模索せざるを得ないとの認識を共有され、2011年、三団体会談において、「1資格1法案」とする「共同見解（修正案）」の【資格の基本コンセプト】部分について合意に達し、心理職国家資格創設の「要望書」として発表し、各関係機関への発信とロビー活動を開始した。2015年に「公認心理師法」が成立し、2019年から心理職国家資格として公認心理師が誕生した。